# Флорида (отель)
Отель «Флорида» (исп. Hotel Florida) располагался на площади Кальяо в центре Мадрида, столицы Испании. Он был построен в 1924 году и размещал у себя множество иностранных корреспондентов во время Гражданской войны в Испании. Находясь в Испании в качестве репортёра Североамериканской ассоциации новостей (NANA) Эрнест Хемингуэй остановился в отеле, где написал пьесу. Отель «Флорида» был снесён в 1964 году, а на его территории были построены здания универмагов цепочки Galerías Preciados, ныне принадлежащие El Corte Inglés.

## История
Отель «Флорида» был построен по проекту архитектора Антонио Паласиоса на площади Кальяо, на Гран-Виа (в то время строящейся), и открыт в феврале 1924 года. Весь фасад здания был отделан мрамором.
Отель с 200 номерами, каждый с ванной комнатой, прославился во время Гражданской войны в Испании, когда в нём проживали корреспонденты, иностранные писатели и интеллектуалы, находившиеся в Мадриде во время его осады. Михаил Кольцов, Джеффри Кокс, Генри Бакли, Ксаверий Прушиньский и Герберт Мэтьюз были среди них, которые также встречались в близлежащей штаб-квартире Telefónica, отеле «Гран-Виа» и баре «Чикоте». Некоторое время Эрнест Хемингуэй и его любовница, позднее третья жена Марта Геллхорн использовали номер в отеле в качестве своей резиденции в Мадриде. Писатель оставался там во время Гражданской войны, каждый день ожидая, что на его пишущую машинку упадёт бомба. За время осады в здание отеля «Флорида» попало не менее трёх десятков снарядов. В этот период, во время осады Мадрида, он написал «Пятую колонну».
Джон Дос Пассос также проживал в отеле «Флорида», увековечив своё пребывание там статьёй «Комната с ванной в отеле „Флорида“», опубликованной журналом «Esquire» в январе 1938 года. Последним таким военным корреспондентом, остановившимся в отеле «Флорида», был О. Д. Галлахер, отправленный лондонской Daily Express и, по слухам, единственный иностранец, ожидавший, когда войска Франко войдут в Мадрид.
Отель также был излюбленным местом для Фрэнка Тинкера и других американских пилотов, воевавших на стороне республиканцев во время Гражданской войны, не упускавших возможность принять горячую ванну, когда им удавалось добраться до Мадрида.
В 2006 году Институт Сервантеса и Фонд Пабло Иглесиаса открыли в Нью-Йорке выставку под названием «Военные корреспонденты в Испании», освещающую работу и приключения многих известных резидентов отеля «Флорида».
Регистратура и главный зал отеля «Флорида» были воспроизведены на старом железнодорожном вокзале в Окленде, штат Калифорния, для съёмок фильма 2012 года «Хемингуэй и Геллхорн».